# بيفرلي كيني
بيفرلي كيني (بالإنجليزية: Beverly Kenney)‏ هي مغنية وعازفة الجاز أمريكية، ولدت في 29 يناير 1932 في هاريسون في الولايات المتحدة، وتوفيت في 13 أبريل 1960 في نيويورك في الولايات المتحدة بسبب جرعة زائدة.

## وصلات خارجية
- بيفرلي كيني على موقع IMDb (الإنجليزية)
- بيفرلي كيني على موقع ميوزك برينز (الإنجليزية)
- بيفرلي كيني على موقع أول ميوزيك (الإنجليزية)
- بيفرلي كيني على موقع ديسكوغز (الإنجليزية)